# All the Right Reasons
All the Right Reasons es el quinto álbum de estudio de la banda canadiense Nickelback, lanzado al mercado en octubre de 2005. En este disco, un nuevo baterista se integró a la banda: Daniel Adair, en sustitución del baterista original, Ryan Vikedal. Todas las canciones fueron escritas por Chad Kroeger y toda la música es de Nickelback, excepto la canción extra «We Will Rock You».
Éste fue el tercer álbum seguido que llega a la posición número uno en su nativo Canadá vendiendo más de 60 000 copias en su primera semana sobrepasando sus álbumes anteriores Silver Side Up y The Long Road que también estuvieron en la posición número uno, "Silver Side Up" abrió con 43 000 copias y «The Long Road» con 45 000 copias. En los Estados Unidos el álbum ha vendido hasta la fecha 8 millones de copias y 20 millones a nivel mundial, se encontró de nuevo en el top diez del Billboard 200 en sus semanas número 99, 100, 101, 102 en la tabla. El álbum nunca se ha visto debajo de la posición número treinta en el Billboard 200 en 110 semanas, haciendo Nickelback el primer acto en tener un álbum en el top treinta en sus primeras treinta semanas. La revista Billboard ha llamado el álbum como «El mejor álbum del siglo hasta ahora».
Además de eso, el álbum ha lanzado cinco sencillos que han llegado al top veinte del Billboard Hot 100 en los Estados Unidos («Photograph», «Savin' Me», «Far Away», «If Everyone Cared», y «Rockstar»), haciéndolo uno de los muchos álbumes que han producido cinco o más éxitos que han llegado al top veinte en Estados Unidos. «Photograph», «Far Away», y «Rockstar» llegaron al top diez en el Hot 100, haciendo Nickelback la primera banda de rock de los 2000 que tenga tres éxitos en el top diez del mismo álbum. 
El álbum ha sido certificado ocho veces disco de platino en los Estados Unidos a mediados de octubre de 2007, sobrepasando las 6 veces que certificaron platino a Silver Side Up.

## Lista de canciones
Todas las letras escritas por Chad Kroeger, toda la música compuesta por Nickelback. 
| N.º | Título                            | Duración |  |
| 1.  | «Follow You Home»                 | 4:20     |  |
| 2.  | «Fight for All the Wrong Reasons» | 3:44     |  |
| 3.  | «Photograph»                      | 4:18     |  |
| 4.  | «Animals»                         | 3:06     |  |
| 5.  | «Savin' Me»                       | 3:39     |  |
| 6.  | «Far Away»                        | 3:58     |  |
| 7.  | «Next Contestant»                 | 3:34     |  |
| 8.  | «Side of a Bullet»                | 3:00     |  |
| 9.  | «If Everyone Cared»               | 3:38     |  |
| 10. | «Someone That You're With»        | 4:01     |  |
| 11. | «Rockstar»                        | 4:15     |  |

Bonus tracks
1. "We Will Rock You" (canción extra en la edición japonesa)

## Edición especial
La edición especial de este álbum fue puesto en venta el 10 de julio de 2007. Se compone de dos discos compactos que incluyen canciones extra en vivo exclusivas, melodía de «Photograph», papel tapiz de Nickelback y tres pistas en vivo inéditas y una versión remezclada de «Photograph». También contiene un DVD el cual posee cuatro vídeos, detrás de las escenas de sus giras diarias y entrevistas.

### Lista de canciones (edición especial)
| Disco uno 1. "Follow You Home" – 4:20 2. "Fight for All the Wrong Reasons" – 3:44 3. "Photograph" – 4:18 4. "Animals" – 3:06 5. "Savin' Me" – 3:39 6. "Far Away" – 3:58 7. "Next Contestant" – 3:34 8. "Side of a Bullet" – 3:00 9. "If Everyone Cared" – 3:38 10. "Someone That You're With" – 4:01 11. "Rockstar" – 4:15 12. "Photograph" (en vivo) 13. "Animals" (en vivo) 14. "Follow You Home" (en vivo) 15. "Never Again" (en vivo) [Asda - Sólo Wal*Mart Special Edition] | DVD (Disco 2) 1. "Photograph" (Music video) 2. "Savin' Me" (Music video) 3. "Far Away" (Music video) 4. "If Everyone Cared" (Music video) - Behind-the-scences tour diary - Entrevistas |

## Posicionamiento
| Tabla (2005/2006)                                       | Posición |
| ------------------------------------------------------- | -------- |
| EE. UU. Billboard 200                                   | 1 (1)    |
| Nueva Zelanda                                           | 1 (2)    |
| Canadá                                                  | 1 (4)    |
| Billboard Top Rock Albums de EE. UU.                    | 1        |
| Billboard Top Modern Rock/Alternative Albums de EE. UU. | 1        |
| Billboard Top Hard Rock Albums de EE. UU.               | 1        |
| Top álbumes del Internet                                | 1        |
| Australia                                               | 2        |
| Alemania                                                | 4        |
| Suiza                                                   | 4        |
| Austria                                                 | 7        |
| Billboard Top Internet Albums de EE. UU.                | 9        |
| Reino Unido                                             | 13       |
| Holanda                                                 | 20       |
| Suecia                                                  | 22       |
| Dinamarca                                               | 32       |
| Finlandia                                               | 32       |
| Bélgica                                                 | 35       |
| Francia                                                 | 67       |
| Irlanda                                                 | 70       |
| Mundialmente                                            | 2 (2)    |

- Datos: Q1138994